# Heliodor Píka

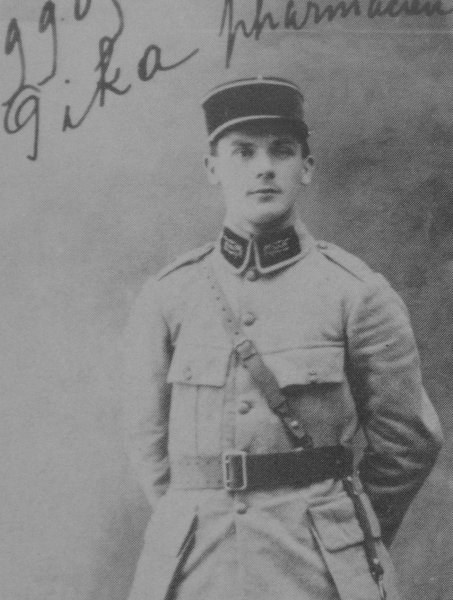
Heliodor Píka als französischer Legionär im Ersten Weltkrieg

General Heliodor Píka (* 3. Juli 1897 in Štítina; † 21. Juni 1949 in Plzeň) war ein Soldat und Legionär, Vertreter des Widerstandes gegen den Nationalsozialismus und das erste prominente Opfer eines Justizmordes nach der Machtübernahme der kommunistischen Partei in der Tschechoslowakei. 

## Leben

### Bis zum Ende des Ersten Weltkrieges
Heliodor Píka wurde in der schlesischen Gemeinde Štítina bei Opava in der Familie des Stellmachers Ignác Píka geboren. 1915 legte er die Matura ab und arbeitete als Apotheker-Praktikant. Ein geplantes Studium der Pharmazie konnte er nicht aufnehmen, weil er als Einjährig-Freiwilliger eingezogen wurde. 1916 kam er an die Front nach Halitsch, wo er sich noch im gleichen Jahr von russischen Truppen gefangen nehmen ließ, um sich den Tschechoslowakischen Legionen anzuschließen. 
1917 zog T. G. Masaryk einen Teil der Legionen von Wladiwostok an die Westfront ab. Píka gelangte über England nach Frankreich und absolvierte in Le Havre ein intensives militärisches Training. Wegen seiner pharmazeutischen Praxis verrichtete er Sanitätsdienst beim 21. tschechoslowakischen Schützenregiment der französischen Legionen. Später war er mit Abwehrfunktionen im Gaskrieg betraut. Er nahm im Frühjahr 1918 an Kämpfen teil, unter anderem im Elsass, in der Champagne-Ardenne, an der Aisne und bei Terron. Er wurde einige Male ausgezeichnet.

### Erste Republik
Am 9. Januar 1919 kehrte er als Leutnant in die entstehende Tschechoslowakei zurück. Im Mai wurde er im Polnisch-Tschechoslowakischen Grenzkrieg eingesetzt, im Sommer an die slowakische Front abkommandiert. Im Herbst kam er als einer von 40 Offizieren auf die französische Militärschule Saint-Cyr. Das Studium schloss er 1920 ab und wurde nach seiner Rückkehr Ausbilder an der Militärakademie in der mährischen Kleinstadt Hranice. 1921 heiratete er Marie Sehnalová. Ein Jahr später wurde Sohn Milan geboren.
1923 wurde Pika im Rang eines Hauptmanns zum Generalstab der Tschechoslowakischen Streitkräfte nach Prag versetzt. 1926–1928 absolvierte er als einer von drei tschechoslowakischen Offizieren die Militärische Hochschule in Paris. Ab 1932 war er Militärattaché in Bukarest. Diese Position war deswegen bedeutend, weil Rumänien, ein Mitglied der Kleinen Entente, als Stütze gegen den wachsenden Druck Deutschlands und Ungarns galt. Pika blieb dort bis zum Jahre 1937, als er ins Verteidigungsministerium berufen wurde.

### Zweiter Weltkrieg
1938 suchte er Bündnispartner für den Fall eines Krieges mit Deutschland und erhielt Zusagen für materielle Hilfe von Jugoslawien und Rumänien. Nach der Besetzung der Tschechoslowakei floh er über Frankreich nach London, wo er der Exilregierung seinen Dienst anbot. Edvard Beneš entsandte ihn nach Bukarest als militärischen Gesandten für den Balkan. Er half hier tschechoslowakischen und rumänischen Flüchtlingen aus dem Protektorat, wobei er sich vor allem auf demobilisierte Soldaten konzentrierte. Nach dem faschistischen Putsch in Rumänien und einer kurzen Haftzeit gelangte er nach Istanbul. Dort traf Píka mit Oberstleutnant Ludvík Svoboda zusammen, der ihn bat, Edvard Beneš ein Ansuchen um Zusammenarbeit mit der Sowjetunion und die Gründung einer militärischen Botschaft in Moskau zu überbringen; Beneš nahm das Ansuchen an. 1941 traf er Svoboda ein zweites Mal. Bei diesem Treffen schlugen Svoboda und der sowjetische General Andrej Petrovitsch Fokin die Bildung tschechoslowakischer Truppen auf dem Gebiet der Sowjetunion und weitere nachrichtendienstliche Zusammenarbeit mit Moskau vor. Diesen Vorschlag nahm die Exilregierung an. 
Nach Unterzeichnung des sowjetisch-tschechischen Militärbündnisses am 18. Juli 1941 wurde Píka Attaché und Befehlshaber der tschechoslowakischen Militärmission in Moskau. Schon im August warnte er Präsident Beneš, dass die Sowjetunion nicht an einer freien Tschechoslowakei interessiert sei, sondern eine Diktatur des Proletariats anstrebe. Diese Warnung hatte jedoch keinen Einfluss auf die Politik von Beneš. Bereits 1941 protestierten die Vertreter der kommunistischen Partei Klement Gottwald und Václav Kopecký gegen Píkas Wirken in Moskau. 1942 begann Píka in Busuluk, eine Truppe aus tschechoslowakischen Gefangenen in sowjetischen Lagern zusammenzustellen. Zusammen mit Ludvík Svoboda gelang es ihm, dem Druck Gottwalds auf eine Politisierung der Truppe standzuhalten. Im September 1943 wurde die Brigade an die Front in das Gebiet von Kiew abkommandiert, und im November beteiligte sich Píka an der feierlichen Unterzeichnung des Tschechoslowakisch-Sowjetischen Bündnisvertrages.
Im August 1944 besetzte die Wehrmacht die Slowakei und Píka forderte Unterstützung der Roten Armee für die Aufständischen an. Josef Stalin gab den Befehl zur Waffenlieferung in die Slowakei und zum Beginn der Ostkarpatischen Operation unter Führung Marschall Konews. Mit dem Vorrücken der sowjetischen Verbände auf tschechoslowakisches Gebiet bat Píka um die Ernennung Ludvík Svobodas zum Oberbefehlshaber der Befreiungstruppen. Diese Bitte wurde von der Sowjetunion abgelehnt. Anschließend protestierte er erfolglos gegen das Vorgehen der Roten Armee in der Karpatenukraine; in dieser Zeit setzte die sowjetische Führung bereits in vollem Umfang auf Klement Gottwald, und weil auch Beneš ihm keine hinreichende Unterstützung gewährte, konnten die Sowjets Píka ignorieren.

### Prozess und Hinrichtung
Im Mai 1945 kehrte Píka nach Prag zurück, wo er zum Stellvertreter des Generalstabschefs der Tschechoslowakischen Armee ernannt wurde. In dieser Zeit erhielt er auch zwei sowjetische Auszeichnungen. 
Nach dem Februarumsturz 1948 wurde er verhaftet und des Landesverrats beschuldigt. Die Anklage behauptete, Píka habe in den Jahren 1940–48 vertrauliche Informationen an den britischen Geheimdienst weitergegeben. Im Gegensatz zu den späteren Schauprozessen fand die Verhandlung unter Ausschluss der Öffentlichkeit statt. Der Prozess fand unter dem Vorsitz von O. Matoušek am 26., 27. und 28. Januar 1949 statt. Am 21. Januar 1949 entschied der militärische Ausschuss des Zentralkomitees der KSČ, bestehend aus Klement Gottwald, Rudolf Slánský, Ludvík Svoboda, Bedřich Reicin, Šimon Drgač, Vladimír Drnec und Jaroslav Procházka, über die vorgesehene Strafe: Dem Gericht wurde als Urteil „Tod durch Hängen“ vorgegeben. 
Die Hinrichtung fand am 21. Juni 1949 im Hof der Pilsner Strafanstalt Bory statt. 
Im selben Gefängnis, in dem Heliodor Píka auf den Tod wartete, war auch sein Sohn Milan Píka inhaftiert, der während des Zweiten Weltkrieges für die Royal Air Force gearbeitet hatte. Dessen Prozess wurde jedoch auf Druck von Svoboda aus Mangel an Beweisen eingestellt.

### Rehabilitation

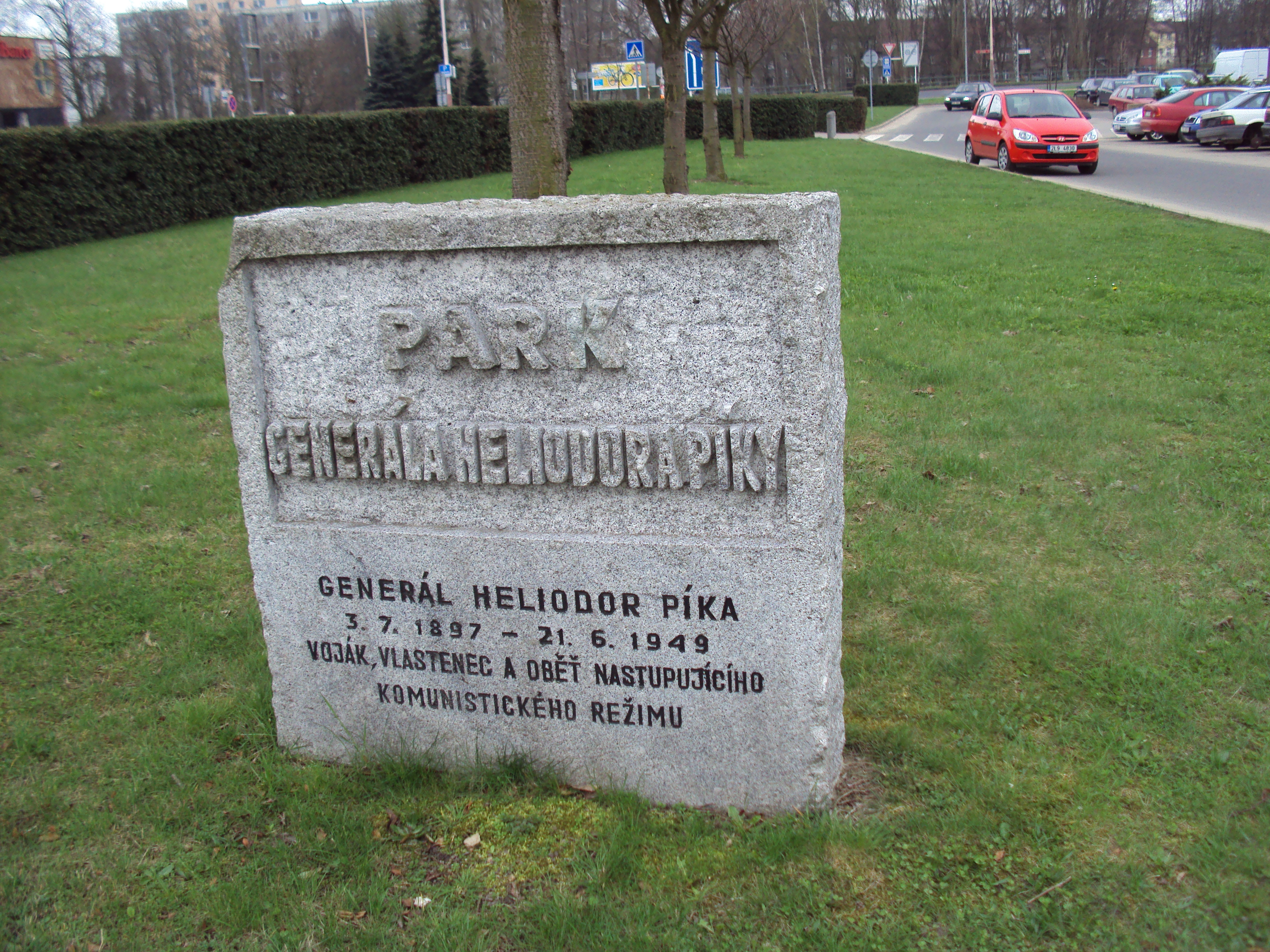
Gedenkpark des Heliodor Píka in Česká Lípa

1968 wurde mit Hilfe des Präsidenten Ludvík Svoboda der Prozess gegen Píka erneut aufgenommen. Das Militärgericht in Prag stellte seine Unschuld fest und rehabilitierte ihn in vollem Umfang. Dennoch blieb seine Lebensgeschichte bis 1989 wenig bekannt. In den 1990er Jahren entstand die Fernsehdokumentation Proč vás zabili, generále? (Warum haben sie Sie getötet, General?) und es erschienen einige Bücher.
1991 erteilte Präsident Václav Havel Heliodor Píka in memoriam einen Orden für besondere Verdienste im Befreiungskampf während des Zweiten Weltkrieges. In Pilsen und seinem Heimatort Štítina entstanden Gedenkstätten. Nach Píka ist die 53. Brigade der tschechischen Armee in Opava sowie eine Straße in Prag-Dejvice und eine in Liberec benannt.
Heliodor Píka, der zuletzt den Dienstgrad Divisionsgeneral hatte, wurde 1990 in den Rang Armeegeneral erhoben.